# 1979年太平洋颱風季
| 太平洋颱風季             |
| 主題頁 - 專題 - 編輯指南 |

1979年太平洋颱風季泛指在1979年全年內的任何時間，於赤道以北及國際換日線以西的太平洋水域，以及南中國海所產生的熱帶氣旋。雖然有關方面並沒有設下本颱風季的指定期限，但大部份於西北太平洋的熱帶氣旋通常都會於五月至十二月期間形成。
本條目的範圍僅侷限於赤道以北及國際換日線以西的太平洋及南海的水域。於赤道以北及國際換日線以東的太平洋水域產生的風暴則被稱為颶風，並被列入1979年太平洋颶風季。在西太平洋產生的熱帶風暴是由聯合颱風警報中心命名，國際編號為79xx。而凡進入或產生於菲律賓風暴責任範圍以內的熱帶低氣壓，菲律賓大氣地理天文部門 (PAGASA) 都會為它們訂立一個菲律賓名稱，作當地警報用途；因此同一個風暴有時候會有兩個不同的名稱。
以下各熱帶氣旋資訊以熱帶氣旋存在期間的最強形態為準。

## 已被國際命名的熱帶氣旋
自1979年太平洋颱風季開始以來，本颱風季總共產生了28個熱帶氣旋，其中23個成為熱帶風暴，14個最終發展成為颱風，包括3個超級颱風，1個以世界之最的紀錄下的超級颱風。當中颱風泰培創下了有紀錄以來中心氣壓最低范围最大的熱帶氣旋。

### 颱風愛麗斯 (Alice)
愛麗斯於12月31日晚間在赤道以北約280公里處形成，移至赤道以北約350公里處增強為熱帶低氣壓，初時大致向西北移動。它於1月1日上午增強為熱帶風暴，並於1月3日凌晨進一步增強為強烈熱帶風暴及轉向北移動。當日下午它減弱為熱帶風暴，但於1月4日上午重新增強強烈熱帶風暴及轉向西北偏西移動。愛麗斯於1月6日下午增強為颱風，並於1月8日上午強度達到第一次顛峰，十分鐘最高持續風力為每小時約180公里。其後愛莉絲緩慢減弱，1月9日晚上再一次愛麗斯減弱為強烈熱帶風暴，但它隨即於1月10日凌晨重新增強為颱風。1月12日凌晨它的強度達到第二次顛峰，十分鐘最高持續風力為每小時約163公里，該強度維持至1月12日下午。其後愛麗斯逐漸減弱，它先於1月13日上午減弱為強烈熱帶風暴及轉向東北偏東移動，再於當晚減弱為熱帶風暴及轉向東移動。隨後愛麗斯於1月15日上午在雅蒲島之西北偏北約760公里處減弱為低壓區。

### 颱風比絲 (Bess)
PAGASA: Auring
比絲於3月18日上午在卓克島以西約180公里形成，隨後它於3月20日上午在關島之西南約470公里處增強為熱帶低氣壓，它初時大致向西北偏西移動。比絲先於3月21日中午增強為熱帶風暴，再於3月22日上午增強為強烈熱帶風暴及轉向西北移動。比絲於3月22日晚間進一步增強為颱風，並漸漸轉向偏北路徑移動，在菲律賓以東遠處掠過。它於3月23日上午轉向東北移動，3月24日凌晨其強度達到顛峰，其十分鐘最高持續風力約為150公里，該強度維持至當日中午，隨後它迅速減弱。比絲先於當晚減弱為一強烈熱帶風暴，再於午夜減弱為一熱帶風暴，隨後數小時進一步減弱為熱帶低氣壓。比絲於3月25日上午減弱為一低壓區，隨後它於海上漸漸消散。

### 颱風賽西爾 (Cecil)
PAGASA: Bebeng

### 熱帶風暴黛蒂 (Dot)
PAGASA: Katring

### 颱風愛莉斯 (Ellis)
PAGASA: Etang
愛莉斯於 7 月 1 日在馬尼拉以東約 670 海里處升格為熱帶低氣壓，並迅速增強為熱帶風暴，向西北偏西移動。並 於 7 月 2 日增強為颱風，並於當天稍後時間達到 100 英里/小時 的最高強度。當時預計會繼續增強，但實際上觀察到有緩慢減弱的趨勢。風暴於 7 月 4 日接近呂宋島北端，對菲律賓盛產煙草的地區造成破壞。愛莉斯 7 月 6 日在香港西南方約 164 海里的中國海岸登陸，之後在陸地迅速消散。

### 強烈熱帶風暴菲爾 (Faye)
PAGASA: Gening

### 強烈熱帶風暴戈登 (Gordon)
PAGASA: Herming

### 颱風荷貝 (Hope)
PAGASA: Ising
1979年7月25日，關島西南出現一熱帶擾動。美軍氣象偵察機進行偵察後，在當天中午（世界時）將其升格為熱帶低氣壓。之後荷貝曾一度減弱，但在7月28日再次加強至熱帶低氣壓強度。7月29日另一次偵察得出荷貝中心氣壓為972百帕斯卡，持續風力達每小時約130公里，中央密閉雲區直徑約220公里。當天中午（世界時）荷貝被升格為颱風。之後荷貝移動速度逐漸加快，至7月30日，荷貝開始以每小時26公里的速度向西北移動，並且迅速增強。7月31日早上7時半（香港時間），荷貝的中心氣壓降至926百帕斯卡，持續風力每小時每小時約157公里。中央密閉雲區直徑約330公里，環流直徑約1110公里。至當日21:00（世界時12:00），其中心風速達每小時250公里，美國聯合颱風警報中心將其升格為超級颱風。10小時後的另一次氣象偵察得出荷貝的中心持續風力為每小時約260公里，中心氣壓為902百帕斯卡。同時荷貝的中央密閉雲區縮減至只有直徑約280公里，環流約740公里。估計當時荷貝中心的陣風可能達每小時約295公里。
8月1日下午（當地時間），荷貝經過台灣以及呂宋之間的巴士海峽，其風力並稍為減弱。荷貝在台灣恆春半島以南80公里掠過，當地錄得持續風力每小時74公里，陣風每小時159公里。台灣東部及南部皆有出現烈風及水浸；房屋、農作物受損，一人死亡。菲律賓的巴坦群島距離荷貝中心只有28公里，錄得每小時185公里的颶風及950.9毫巴的氣壓；最少2人死亡。
進入南中國海後荷貝轉向西北偏西移動，並且進一步加快至每小時33公里。8月2日早上，荷貝的中央密閉雲區直徑縮小至185公里，中央氣壓則升至920百帕斯卡。其中心持續風速估計仍為每小時約205公里左右。隨後荷貝的移動速度再加快至每小時52公里，其後在深圳登錄，並以時速31公里的速度由東向西橫越香港新界南部，然後在珠江口西岸再登陸，以每小時約40公里的速度橫過廣東南部，在廣東的37個縣造成災情，100人死亡，50,000間房屋受損。
之後荷貝在廣西減弱成一熱帶低氣壓，其殘餘部份穿越越南、寮國、緬甸、孟加拉，進入孟加拉灣。

### 颱風伊文 (Irving)
PAGASA: Mameng

### 颱風茱迪 (Judy)
PAGASA: Neneng

### 熱帶風暴肯恩 (Ken)
PAGASA: Oniang

### 強烈熱帶風暴麥克 (Mac)
PAGASA: Pepang
1979年9月13日，一熱帶低氣壓於菲律賓以東形成，大致向西北偏西移動。其後進一步增強，9月15日，增強為強烈熱帶風暴，橫過菲律賓中部。9月21日，進入南海並受到強烈熱帶風暴蘭茜影響而進步減弱。9月21日，強烈熱帶風暴麥克和熱帶風暴蘭茜發生藤原效應，麥克減弱為熱帶風暴。由於受到東北季風與麥克的共同影響下，維多利亞港的風力於22日早上開始增強，香港天文台因此在22日中午12時45分為強烈熱帶風暴麥克改掛三號強風信號（較早前為強烈熱帶風暴蘭茜懸掛一號戒備信號）。
9月23日，香港大部分地區受到東北偏北風的影響，因此於早上10時10分改掛八號東北烈風或暴風信號。當時麥克於香港東南偏南150公里，其後它採取西北偏西方向移動，橫過香港以南海域。由於風向轉為東南風，因此香港皇家天文台於下午3時15分懸掛八號東南烈風或暴風信號，晚上時份其後於上川島附近打圈並於澳門西部海域登陸及減弱。因此香港皇家天文台於24日早上0時45分改掛三號強風信號，並於當天早上6時30分除下所有熱帶氣旋警告。同時，麥克減弱為低壓區。

### 熱帶風暴蘭茜 (Nancy)
蘭茜於1979年9月17日在南海中發展為熱帶低氣壓，初時向西北移動，趨向海南島東南部海域，其後蘭茜於9月19日下午增強為熱帶風暴，並採取緩慢向東北偏北路徑趨向廣東西部。
受到鄰近的颱風麥克影響，蘭茜於9月21日增強為一股強烈熱帶風暴，並轉向偏西方向橫過海南島，蘭茜於翌日晚上減弱為熱帶風暴並直趨越南以東海岸，並進一步減弱為低壓區。

### 颱風歐文 (Owen)
PAGASA: Rosing

### 熱帶風暴羅傑 (Roger)
PAGASA: Trining
羅傑於10月2日上午在關島之東南約300公里形成，隨後於翌日凌晨增強為熱帶低氣壓，初時大致向西北移動。羅傑於10月4日上午增強為熱帶風暴，並在海上打圈。10月5日羅傑繼續向西北移動，強度達顛峰，十分鐘中心最高持續風力約為73公里。羅傑於10月6日下午開始減弱，並轉向東北移動，進入西風帶。隨後羅傑於10月7日中午於東京之東南偏南約130公里處轉化為溫帶氣旋。

### 颱風莎菈 (Sarah)
PAGASA: Sisang-Uring

### 颱風泰培 (Tip)
PAGASA: Warling
颱風泰培是全球有確切紀錄以來影響範圍最大，中心海面氣壓最低的熱帶氣旋。泰培的前身是一個在西北太平洋上生成的熱帶性低氣壓。根據紀錄，它於1979年10月4日0時在密克羅尼西亞聯邦的丘克島東南面海域上生成。10月12日晚上21时达到创历史最低气压870hPa，並维持12小时，之后持续减弱。泰培及後因受低压槽逼近的影响转向东北。10月19日，泰培在日本近畿和歌山縣的白濱町附近登陸。登陆时最低气压为965hPa，并加速向东北移动，19日下午2时泰培減弱為溫帶低氣壓後再度增強，於10月20日15時錄得氣壓950百帕。隨後風暴沿阿留申群島向東前進，於22日踏入西經範圍并于当天下午两点消散。

### 颱風維娜 (Vera)
PAGASA: Yayang

### 熱帶風暴韋恩 (Wayne)
PAGASA: Ading

### 颱風艾比 (Abby)
PAGASA: Barang

### 熱帶風暴班恩 (Ben)
PAGASA: Krising

## 未被國際命名的熱帶氣旋
除了被命名的熱帶氣旋外，還有一些沒被命名的熱帶低氣壓的熱帶氣旋。以下列出那些熱帶氣旋的資料。

### 熱帶低氣壓05W
PAGASA: Diding
5月16日一热带扰动在季风槽中形成，1初向西南移动，后采取东北方向快速移动并发展，18日日本气象厅升格为热带风暴，而美国联合台风预警中心认为是季风低压不予编号，5月24日05W快速向东北移动。日本气象厅认为05W已转化为一股温带气旋。

### 熱帶低氣壓11W
PAGASA: Luding

## 熱帶氣旋名單
在西太平洋產生的熱帶風暴是由聯合颱風警報中心命名，1979年首個熱帶氣旋為艾瑞絲，最後一個則是班。艾瑞絲在1979年後被安迪取代。
| - Alice 7901 - Bess 7902 - Cecil 7903 - Dot 7904 - Ellis 7905 - Faye 7906 - Gordon 7907 - Hope 7908 - Irving 7909 - Judy 7910 - Ken 7911 - Lola 7912 - Mac 7913 - Nancy 7914 - Owen 7915 - Pamela 7916 - Roger 7917 - Sarah 7918 - Tip 7919 - Vera 7920 - Wayne 7921 | - Abby 7922 - Ben 7923 - Carmen - Dom - Ellen - Forrest - Georgia - Herbert - Ida - Joe - Kim - Lex - Marge - Norris - Orchid - Percy - Ruth - Sperry - Thelma - Vernon - Wynn | - Alex - Betty - Cary - Dinah - Ed - Freda - Gerald - Holly - Ike - June - Kelly - Lynn - Maury - Nina - Ogden - Phyllis - Roy - Susan - Thad - Vanessa - Warren | - Agnes - Bill - Clara - Doyle - Elsie - Fabian - Gay - Hazen - Irma - Jeff - Kit - Lee - Mamie - Nelson - Odessa - Pat - Ruby - Skip - Tess - Val - Winona |

## 內部連結
- 1979年大西洋颶風季
- 1979年太平洋颶風季
- 1979年北印度洋氣旋季
- 1978－1979年西南印度洋熱帶氣旋季
- 1978－1979年澳洲地區熱帶氣旋季
- 1978－1979年南太平洋熱帶氣旋季
- 1979－1980年西南印度洋熱帶氣旋季
- 1979－1980年澳洲地區熱帶氣旋季
- 1979－1980年南太平洋熱帶氣旋季

## 外部連結
- 聯合颱風警報中心（页面存档备份，存于）
- 中央氣象台-颱風實時路徑顯示
- 中國中央氣象台
- 日本氣象廳熱帶氣旋資訊（页面存档备份，存于）
- 菲律賓大氣地理天文部門熱帶氣旋資訊
- 中央氣象局全球資訊網
- 香港天文台熱帶氣旋資訊（页面存档备份，存于）
- 澳門地球物理暨氣象局熱帶氣旋資訊（页面存档备份，存于）
- 熱帶氣旋衛星影像（页面存档备份，存于）
- 數位颱風—熱帶氣旋資料及圖片（页面存档备份，存于）